# San Bernardo (Stella)
San Bernardo è una frazione di 665 abitanti del comune di Stella, in provincia di Savona. È raggiungibile in auto in circa quindici minuti dal casello autostradale di Albisola.

## Geografia fisica

### Territorio
Il territorio di San Bernardo, da cui deriva l'identificazione della frazione, fu stabilito solo nel 1567 con la creazione della parrocchia e comprende le località di Corona, Fondo Corona, Ritani (fino alla cima del monte Bonomo), Castellari, Contrada (un tempo chiamata Mòcida) fino al Sansobbia.

## Storia
Bisogna innanzitutto precisare la differenza che esiste tra San Bernardo e Corona, poiché solitamente si tende a confondere i due nomi identificandoli in un unico luogo. Talvolta si arriva a fonderli creando l'inesistente Stella Santa Corona. Nella fattispecie Corona è località di San Bernardo: diciamo il "centro" della frazione.
Il termine "Corona", che indica la sommità della collina posta tra il torrente Crivezzo e il Panàro (entrambi affluenti del Sansobbia), viene solitamente ricondotto al fatto che il paese è circondato da una corona di monti. Altre ipotesi sostengono che il nome derivi dalla parola latina culumna (colonna) perché forse in passato per qualche strana ragione era stata innalzata una colonna. Tale ipotesi appare più convincente se si pensa al nome del paese usato in dialetto locale e cioè Cru-nna. Considerato però che la radice “cr” o “cor” indica in quasi tutte le lingue di origine indoeuropea un qualcosa di alto, è probabile che il nome indichi semplicemente un luogo che sta in alto. Basta provare ad esempio a raggiungere Corona partendo dai Ritani (in origine probabilmente unica strada di accesso) per rendersi conto di quanto Corona appaia in alto rispetto al fondovalle.
Comunque sia, la zona era certamente abitata in epoca antichissima a causa dell'abbondanza di acqua, come confermano alcuni ritrovamenti di pietre levigate nelle piccole grotte presenti lungo le pendici del Bonomo. Inoltre il nome della località Castellari, lascia presupporre la presenza di una tribù ligure almeno fino alla conquista romana.
Dopo la caduta dell'Impero i territori vennero posti sotto la giurisdizione bizantina fino a quando furono invasi dai Longobardi nel 643. Corona seguì grossomodo le vicende di tutto il territorio di Stella. Inserita nella Marca Aleramica, divenne feudo dei Grimaldi seguendo le sorti della Repubblica di Genova (anche se il comune ebbe statuti propri ed una certa autonomia), fino alla conquista napoleonica. In questo periodo, e per pochi anni, Stella fu divisa in due comuni composti da Piazza, San Bernardo, Santa Giustina da una parte e San Martino, Gameragna e Mezzano dall'altra. Dopo il Congresso di Vienna, Stella viene annessa al Regno di Sardegna e poi al Regno d'Italia.
Da alcuni documenti notarili sappiamo che nel Cinquecento i tetti delle case di Stella San Bernardo erano quasi tutti fatti di paglia. Il territorio fu sempre molto povero e abitato da boscaioli o pastori. Nel Seicento per esercitare l'attività di boscaioli vi si trasferirono da Urbe, Sassello e Tiglieto le famiglie Pistone, Zunino e Pastorino. Le zone coltivate erano abbastanza scarse fino almeno alla fine del Settecento. Solo nell'Ottocento si ha una profonda trasformazione del territorio con disboscamento di molte zone e la creazione di fasce coltivabili, solitamente adibite a vigneti. Molti furono gli abitanti che si arruolarono come mercenari dal medioevo  fino alla fine della Repubblica di Genova (1797). Sappiamo per certo che nel 1777 vivevano a San Bernardo 706 persone che raggiunsero le 913 unità nella prima metà del XIX secolo. In particolare in Corona c'erano 60 case e 342 abitanti (di cui un fabbro e un falegname), in Contrada 216 persone (di cui un falegname) in 50 case e nei Ritani (dove tra le altre cose vi erano ben tre osterie) abitavano 194 persone in 41 case. Altre 161 abitanti vivevano in 26 case sparse.
Il commercio del legname e le carboniere sul Bonomo rimasero un'attività importante fino alla fine dell'Ottocento quando chiusero i cantieri navali di Varazze.
Agli inizi del Settecento i territori di Pontinvrea passarono al Piemonte. Di conseguenza il confine tra il regno dei Savoia e la Repubblica di Genova fu portato sul crinale del Bonomo. Numerosi scontri di confine si ebbero in questo periodo tra San Bernardo e Pontinvrea con furto di pecore, mucche e taglio illecito di faggi da entrambe le parti. Nei casi più eclatanti si arrivò ad appiccare il fuoco alle cascine e all'uccisione di alcuni contadini durante gli scontri. Durante l'occupazione napoleonica il territorio, come molte altre zone della Liguria, fu devastato e saccheggiato dai soldati. Pessimi raccolti si ebbero in quegli anni accompagnati da soffocanti provvedimenti fiscali e dalla confisca di tutti i muli e gli asini.
Nell'aprile 1800 gli Austriaci in conflitto con i Francesi, dopo aver preso Savona, si disposero lungo la linea che da Monte San Giorgio va al Giovo attraverso il Bonomo e Tortone. I Francesi si attestarono a San Martino lasciando San Bernardo in mezzo ai due fuochi per alcuni giorni. I danni furono gravissimi e molte le case distrutte dall'artiglieria o date alle fiamme.
Nel 1823 un'epidemia di vaiolo uccise 23 persone. Epidemie di colera si ebbero nel 1835 e nel 1854. Nel 1884 fu costruita l'attuale strada provinciale (allargata negli anni Sessanta) che collega la frazione al capoluogo. Prima di allora vi era solo un sentiero sterrato che dalla chiesa di Corona conduceva in modo più o meno rettilineo al mulino di San Giovanni, lungo il percorso ancora evidente tra le case vecchie di Contrada.

## Monumenti e luoghi d'interesse
- Chiesa parrocchiale, in centro paese.
- Oratorio di San Francesco. Eretto intorno tra la fone del XVI e gli inizi del XVII secolo, si trova dietro la chiesa parrocchiale.
- Cappella dell'Immacolata. Piccola chiesetta del 1732 in località  Contrada. Vi si celebra solitamente una volta all'anno l'8 dicembre.
- Cappella della Sacra Famiglia (Stella). Ricavata da due cascine nel 1755 in località Ritani, era in origine dedicata al SS. Nome di Gesù e Maria. Vi si celebra l'ultima domenica dell'anno.
- Monumento ai caduti. Realizzato nel 1925 si trova sulla piazza della chiesa.
- A nord della frazione, lungo le pendici meridionali del monte  Bonomo costituite da rocce calcaree, è possibile imbattersi in piccole grotte frequentate dagli appassionati del settore. Ne sono state individuate in tutto una dozzina e le più famose sono quelle dette del "Garbasso", "Garbetto" e "pietra dell'Arma"[1].

### Feste, fiere e sagre
- Festa patronale di San Bernardo il 20 agosto.

## Galleria d'immagini

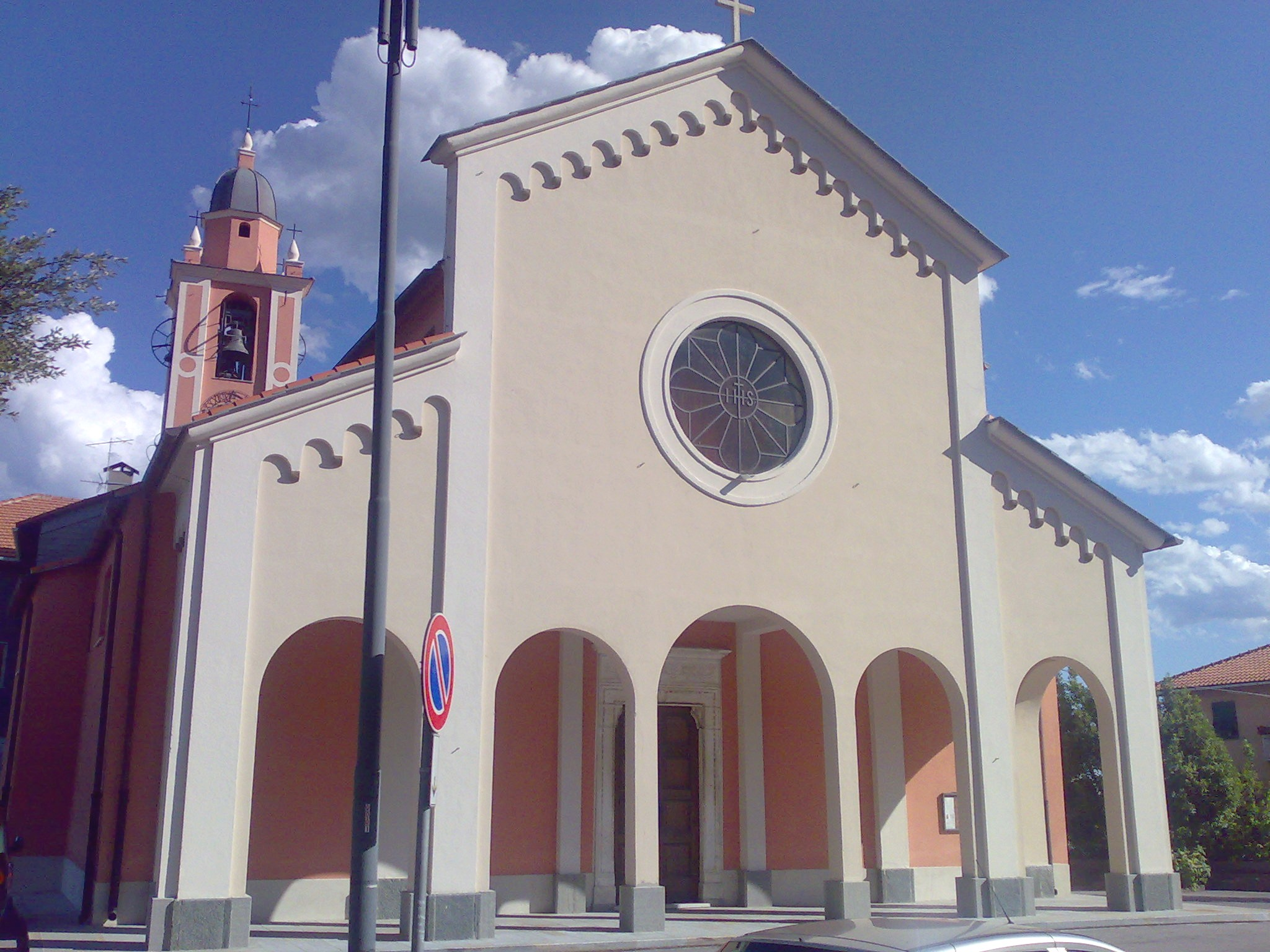
Chiesa parrocchiale (1593)
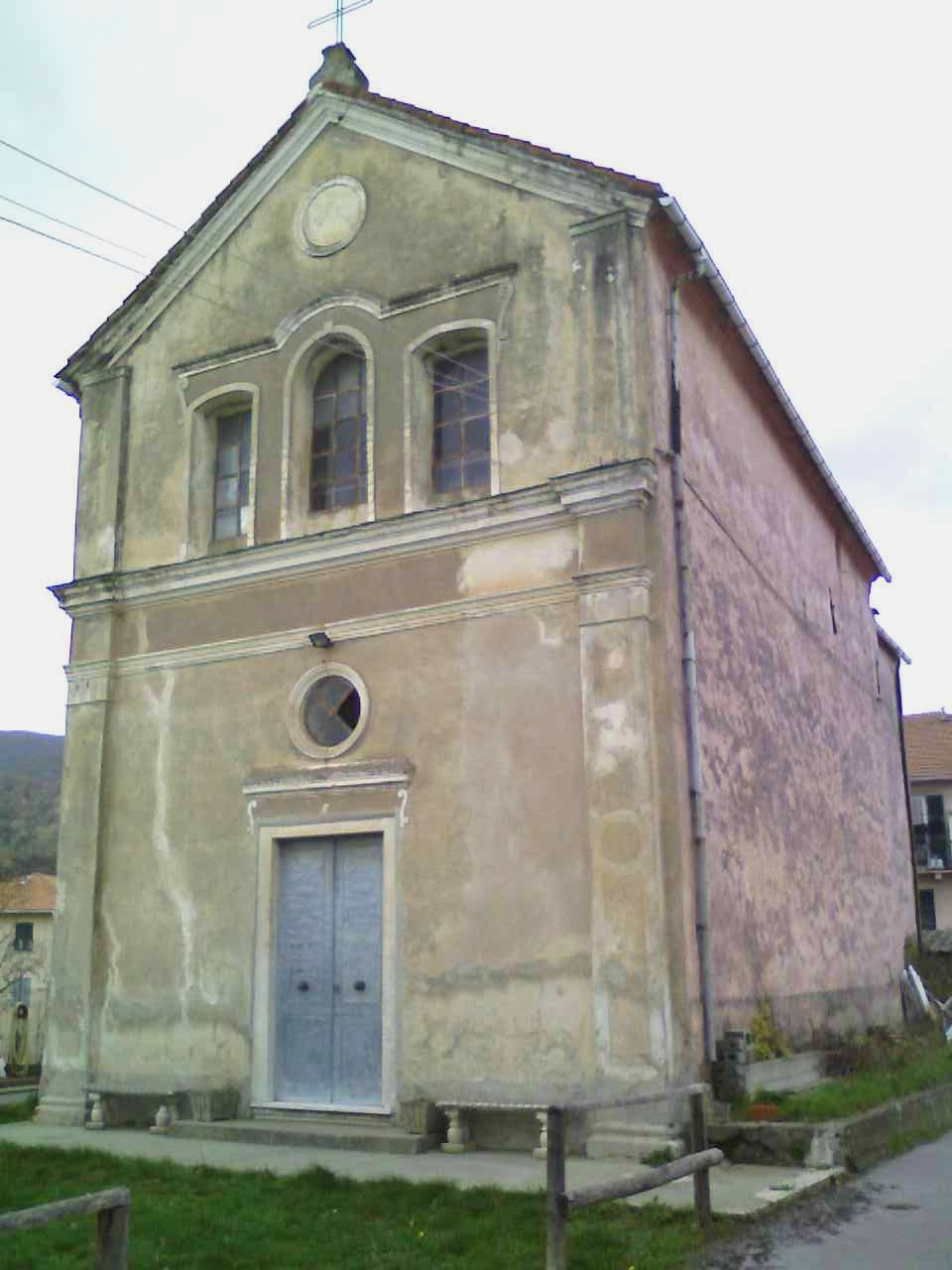
Oratorio (1689)
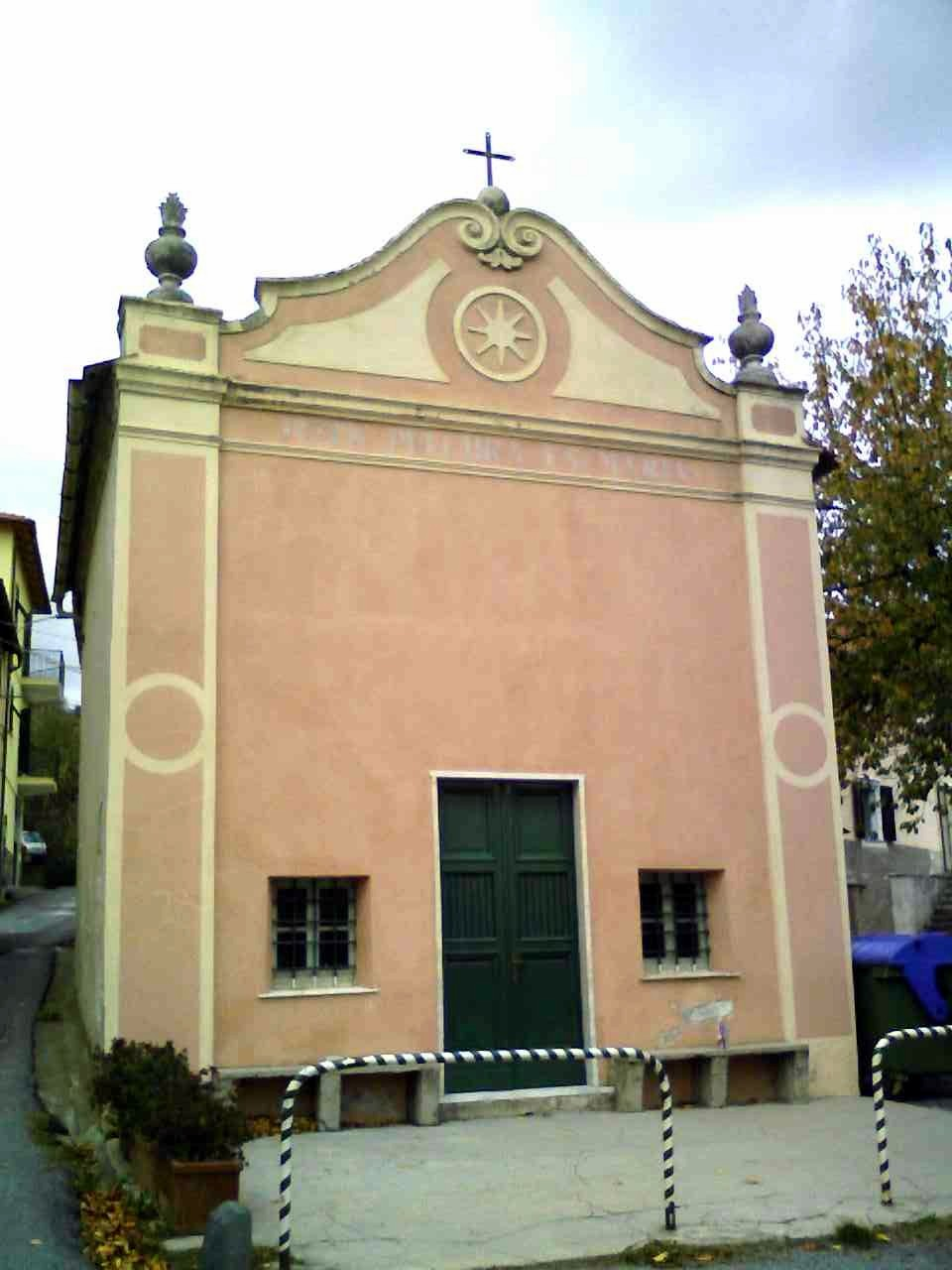
Cappella dell'Immacolata (1732)
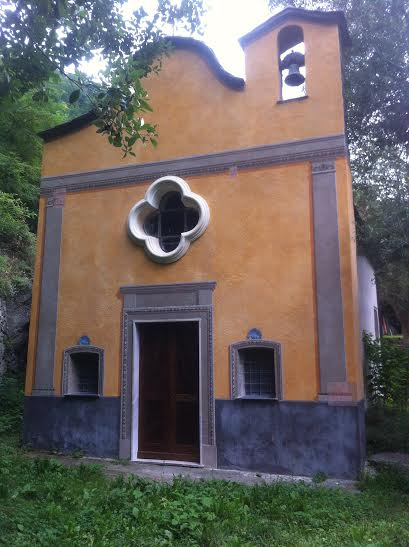
Cappella della Sacra Famiglia (1755)
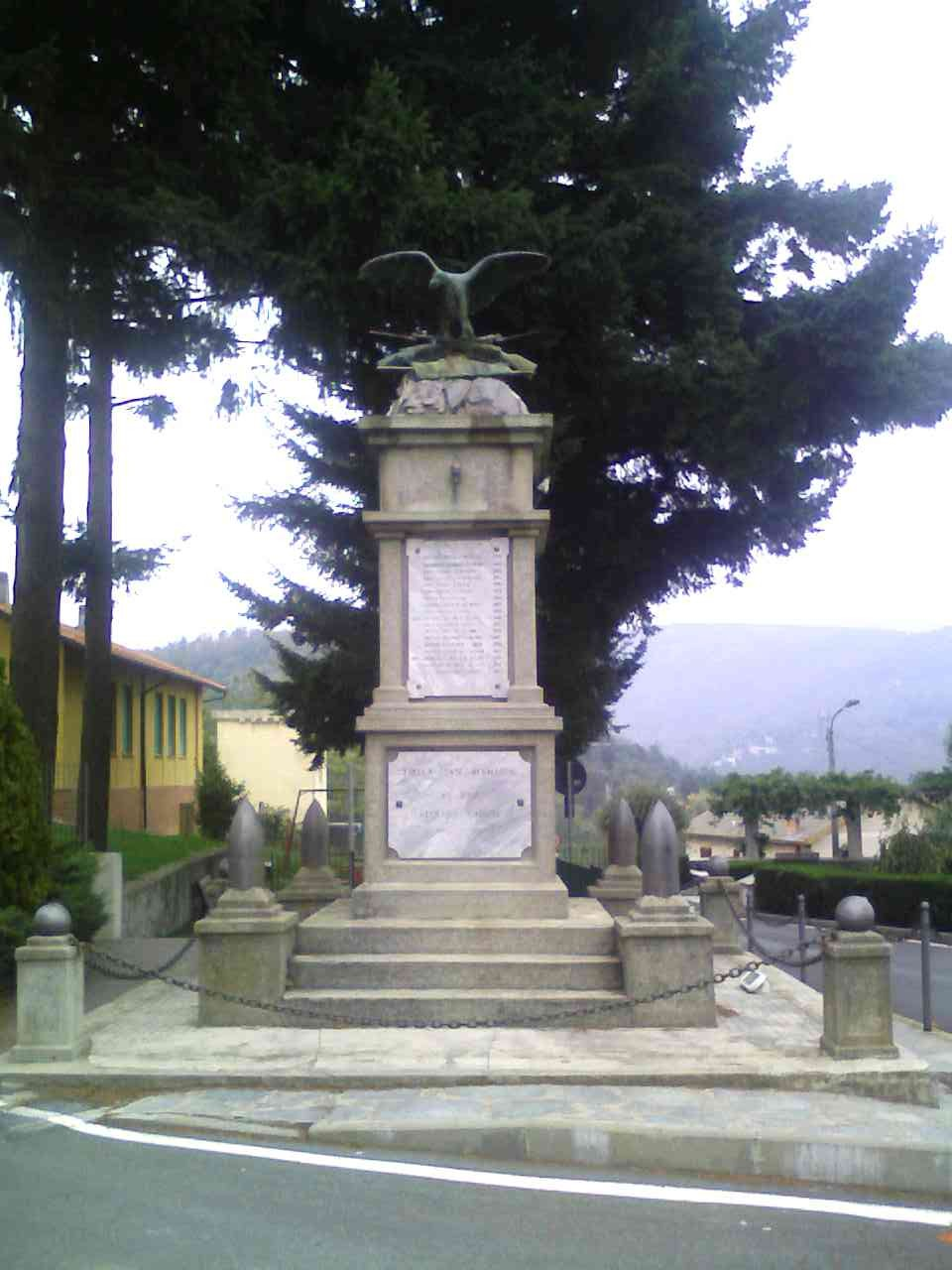
Monumento ai caduti (1925)
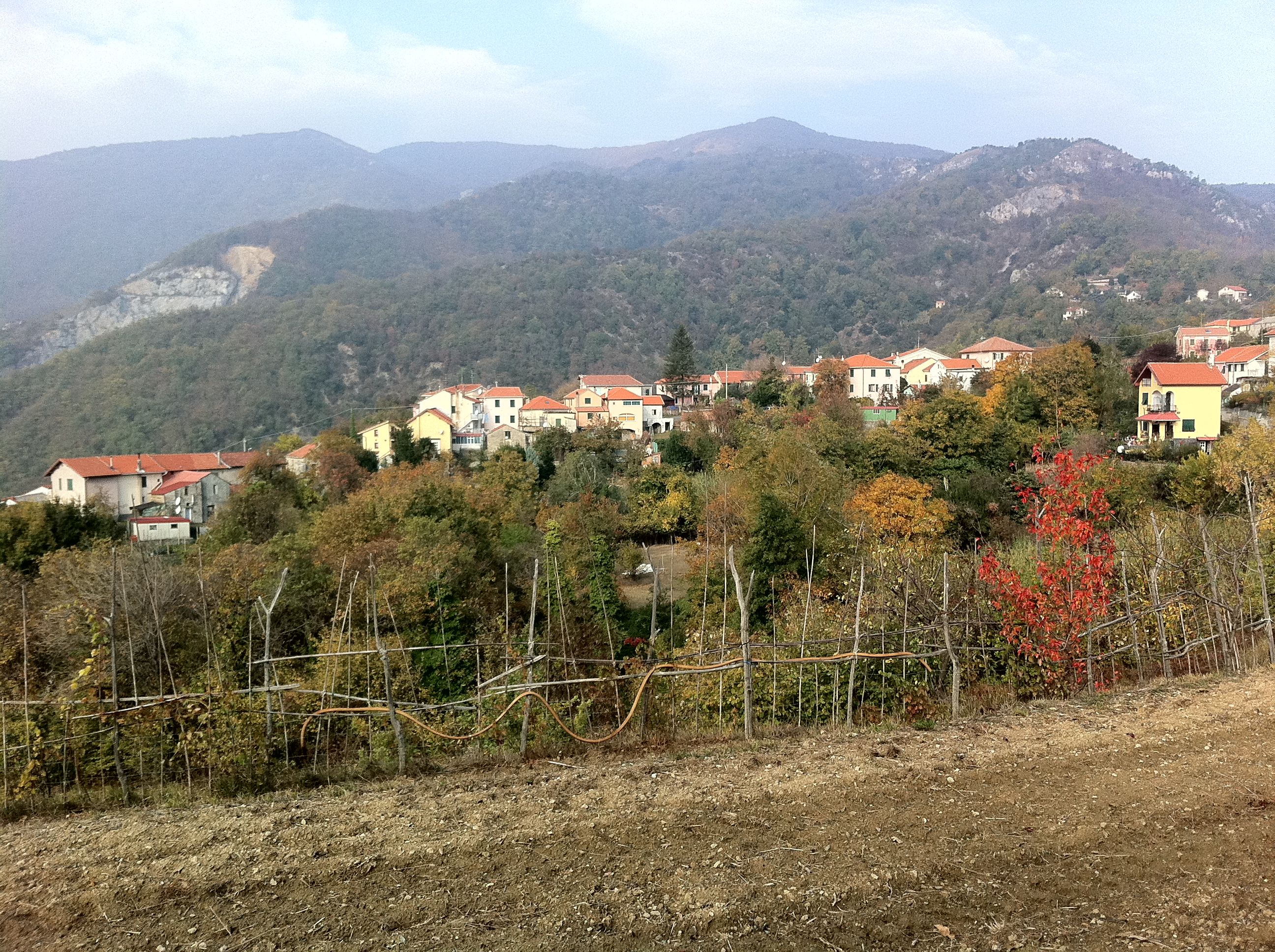
loc. Fondo Corona